# Nlaka'pamux

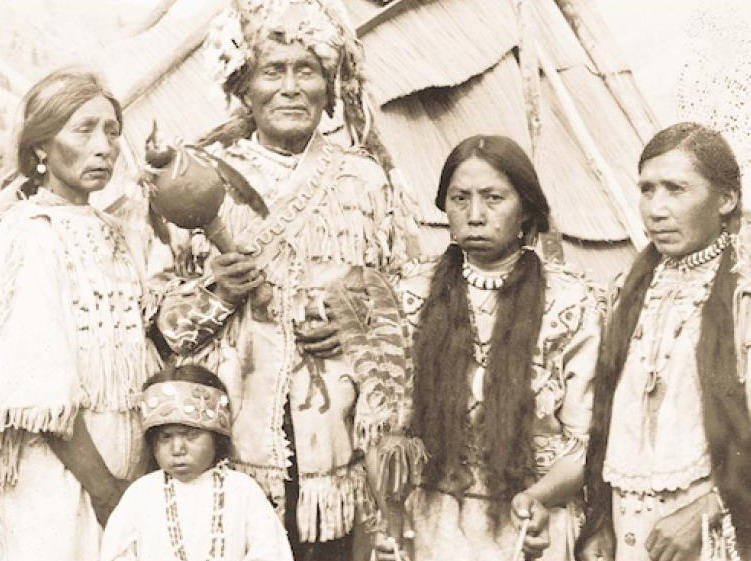
Nlaka´pamux, circa 1914

Die Nlaka’pamux, Ntlakapamux oder Nłeʔkepmxc („Canyon Volk“, Aussprache: ‘Ing-khla-kap-muh’ oder ‘in-thla-CAP'-mu-wh’) sind eine Gruppe von Indianerstämmen der Salish-Sprachgruppe, deren Sprache als Ntlakapamux (Nlaka'pamuctsin/Nłeʔkepmxcin) (veraltet ‘Thompson’) bezeichnet wird. Kulturell und sprachlich gehören sie zusammen mit den Secwepemc, Okanagan, Colville und St'at'imc zur Gruppe der Nördlichen Binnen-Salish, die sich, anders als die Küsten-Salish, den häufig trockeneren und gebirgigen Landschaften der Hochebenen des Fraser River, Thompson River sowie Columbia River anpassen mussten.
Zur Zeit der ersten Kontakte mit Weißen hatten sie ihre Hauptsiedlungen im Tal des Fraser River sowie des Thompson River der heutigen kanadischen Provinz British Columbia sowie in den North Cascades im amerikanischen Bundesstaat Washington. Im Sommer wohnten sie in leicht transportablen, mit Binsenmatten bedeckten, kegelförmigen Hütten. Im Winter zogen sie in Erdhäuser. Ihre Lebensgrundlage war die Jagd, der Fischfang und das Sammeln von Wildpflanzen. Ihre Toten begruben sie im Erdreich. Neben die Leichen stellten sie Körbe und Töpfe für die Reise ins Totenreich.
Im Fraser-Canyon-Krieg von 1858 gerieten sie durch Goldgräber (s. Fraser-Canyon-Goldrausch) in einen schweren Konflikt.
Der Stein Valley Nlaka'pamux Heritage Park birgt zahlreiche Artefakte des Stammes. Er wird von BC Parks und der Nlaka'pamux Nation gemeinsam verwaltet, nachdem um das 1.060 km² große Gebiet 25 Jahre lang gerungen wurde, da es abgeholzt werden sollte.

## Namen
Die Nlaka'pamux wurden früher allgemein Thompson (River Indians), Thompson (River) Salish genannt, da eines ihrer Hauptsiedlungsgebiete entlang des Thompson River lag.
Historisch waren sie auch als Hakamaugh oder Klackarpun (der engl. Aussprache von ‘Nlaka'pamux’) bekannt, zudem nannten die Europäer die Nlaka'pamux auch Couteau, Kootomin oder Knife Indians (‘Messer-Indianer’). Die Nlaka'pamux bezeichnen sich oftmals einfach auch als Seytknmx – „das Volk“ (bzw. Smułec – „Frau“, Plural: Sməłmułec oder Sqáyxʷ – „Mann“, Plural: Sqayqixʷ.)

## Hauptgruppen
Die Nlaka'pamux/Nłeʔkepmxc werden gewöhnlich in zwei größere regionale Stammes- und Dialektgruppen unterschieden:
- die Nlaka'pamux/Nłeʔkepmxc („Canyon Volk“) oder Thompson (River) Salish: mehrere Bands im Fraser Canyon und Thompson Canyon sprechen Nlaka'pamuctsin (AKA Nɬeʔkepmxcín, Nlaka'pamux oder Nthlakampx)
- die Swxexmx/Scw̓̓éxmx („Volk entlang der Bachläufe, d. h. im Nicola River Valley“ oder Nicola(s): mehrere Bands im Tal des Nicola River (eines bedeutenden Nebenflusses des Thompson River, den sie Scw'ex – „Bach“ nannten), sprechen Scw'exmxcin.)

Die Swxexmx bildeten zusammen mit den ins östliche Nicola Tal vorgedrungenen Spaxomin / Spahomin der Nördlichen Okanagan, den bereits im 17. Jahrhundert hier Schutz vor Feinden suchenden Athapaskisch-sprachigen Nicola (River) Athapasken (oder Thompson River Athapasken) unter der Führung von mächtigen Okanagan-Häuptlingen eine militärisch-politische Stammesallianz, die allg. als Nicola Valley peoples, „Völker des Nicola Tals“ bezeichnet wurde. Der Name der mächtigen Stammesallianz, des Flusses sowie des Tals leitet sich vom damals mächtigsten Häuptling der Gegend ab: dem Oberhäuptling der Okanagan Nicola (1780/1785 — ~1865, Nkwala oder N'kwala, Spokane-Wort: Hwistesmetxe'qen – „Schreitender Grizzly“) der zudem mittels familiärer Bande über die Gefolgschaft der wirtschaftlich und militärisch mächtigsten Band der Secwepemc, der Kamloops Band (Tk’emlúps Indian Band), verfügen konnte. Dass die Beziehungen nicht spannungsfrei waren, bezeugt auch der Name für die Nicola Athapasken, die allgemein als Stu'wix („Fremde“) bekannt waren und heute ihre Identität als eigenständige Ethnie sowie Sprache verloren haben; Nachkommen sind noch unter den einstigen Salish-Verbündeten zu finden. Die heutige Nicola Valley Nicola Tribal Association vertritt die einstigen verbündeten Stämme.

## Gruppen der Nlaka'pamux
Die verschiedenen First Nations oder Bands der Nlaka'pamux werden insgesamt von drei Tribal Councils gegenüber der kanadischen Regierung vertreten.
Das Nlaka'pamux Nation Tribal Council (NNTC) (früher auch Fraser Thompson Indian Services) vertritt folgende unabhängige Nlaka'pamux-First Nations im Gebiet des Fraser Canyon und Thompson Canyon:
- Ashcroft Indian Band (Ashcroft, rund 30 km flussabwärts vom Westufer des Kamloops Lake, am Zusammenfluss des Bonaparte River und Thompson River) (Reservate: 105 Mile Post #2, Ashcroft #4, Cheetsum's Farm #1, McLean's Lake #3, ca. 20 km², Population: 249)[1]
- Boothroyd Indian Band (Verwaltungssitz nahe Boston Bar rund 55 km nördlich von Hope, Hauptsiedlung liegt im Kahmoose-Reservat #4) (Reservate: Boothroyd #5A, 5B, 5C, 6A, 6B, 8A, 13, Chaumox #11, Chukcheetso #7, Dufferin #10, Inkahtsaph #6, Kahmoose #4, Sam Adams #12, Sho-ook #5, Speyum #3, Staiyahanny #8, Stlakament #9, Tsawawmuck #1, Tsintahktl #2, ca. 11 km², Population: 265)
- Boston Bar First Nation (Verwaltungssitz liegt in der Nähe von Boston Bar, Hauptsiedlung ist im Kopchitchin-Reservat #2) (Reservate: Austin's Flat #3, Boston Bar #1A, 8 – 11, Bucktum #4, Kopchitchin #2, Paul's #6, Scaucy #5, Shrypttahooks #7, Tuckwiowhum #1, ca. 5 km², Population: 244)
- Kanaka Bar Indian Band (‘Kanaka’ ist die Chinook-Wawa-Bezeichnung für Hawaiier, die sich selbst auch kānaka – ‘Menschen’ – nannten,[2] von denen viele in den Goldminen im Fraser Canyon arbeiteten, und einer goldreichen Sandbank am Fraser River den Namen Kanaka Bar gaben, Verwaltungssitz ist Kanaka Bar, zwischen den Städten Boston Bar und Lytton in der Fraser Canyon Region, Hauptsiedlung ist im Kanaka Bar Reservat #1A nahe der Stadt Lytton) (Reservate: Kanaka Bar #1A, 2, Nekliptum #1, Pegleg #3, 3A, Whyeek #4, ca. 2 km², Population: 211)
- Oregon Jack Creek Indian Band (der Verwaltungssitz liegt ca. 6 km westlich von Cache Creek entlang des Trans Canada Highway, bewohnen sechs kleine, verstreut liegende Reservate) (Reservate: Hay Meadow #1, Oregon Jack Creek #2, 5, Paska Island #3, South Nepa #7, Upper Nepa #6, ca. 8 km², Population: 62)
- Spuzzum First Nation (bewohnen zwei Siedlungen: Skuppah und Inklyuhkinatko in der Nähe von Merritt, Verwaltungssitz liegt in Spuzzum im unteren Fraser Canyon, nahe Alexandra Bridge und ca. 16 km nördlich von Yale) (Reservate: Chapman's Bar #10, Long Tunnel #5, 5A, Papsilqua #2, 2A, 2B, Saddle Rock #9, Skuet #6, Spuzzum #1, 1A, 7, Stout #8, Teequaloose #3, 3A, Yelakin #4, 4A, ca. 6 km², Population: 212)
- Skuppah Indian Band (Verwaltungssitz liegt nahe Spuzzum, ca. 50 km nördlich der Siedlung Hope, British Columbia) (Reservate: Inklyuhkinatko #2, Pooeyelth #3, Skuppah #1, 2A, 2B, 3A, 4, 4A, ca. 2 km², Population: 102) – auch Mitglied der Fraser Canyon Tribal Administration
- Lytton First Nation (sind die größte Nlaka'pamux-First Nation, Verwaltungssitz und Hauptsiedlung ist Lytton, dessen Nlaka'pamuctsin-Name ‘Camchin’ oder ‘Kumsheen’ – ‘da, wo die Flüsse ineinander fließen’, ‘da, wo die Flüsse queren’ lautet, leben in 56 Reservaten entlang des Trans-Canada Highway, zwischen den Städten Hope und Cache Creek, in einem 100-Kilometer Radius an beiden Ufern des Fraser River)[3] (Reservate: Bootahnie #15, Cameron Bar #13, Fish Lake #7, Halhalaeden #14, 14A, Inkluckcheen #21, 21B, Kitzowit #20, Klahkamich #17, Kleetlekut #22, 22A, Klickkumcheen #18, Lytton #3A, #4A – 4F, #5A, #9A, 9B, #13A, #21A, #26A, #29 – 33, Maka #8, Nananahout #1, Nesikep #6, 6A, Ngwyu'yemc #36, Nickel Palm #4, Nickelyeah #25, Nkaih #10, Nocten #19, Nohomeen #23, Nuuautin #2, 2A, 2B, Papyum #27, 27A, Papyum Graveyard #27C, Seah #5, Skwayaynope #26, Spintlum Flat #3, Stryen #9, Tsaukan #12, Tuckozap #24, Two Mile Creek #16, 16A, Yawaucht #11, ca. 57 km², Population: 1.858)

Zum Scw’exmx Tribal Council (bis 27. Mai 2019 Nicola Tribal Association (NTA) genannt, auch bekannt als Nicola Tribal Council oder Nicola Valley Tribal Council) gehören Nlaka'pamux-First Nations, die im Nicola Valley, Thompson Canyon und Fraser Canyon leben:
- Coldwater Indian Band (abgel. von Ntsla'tko – ‘kaltes Wasser’ –, der historischen Hauptsiedlung, Verwaltungssitz Coldwater liegt ca. 13 südwestlich von Merritt, gehören zur Swxexmx-Untergruppe) (Reservate: Coldwater #1 (nstla'tko), Gwen Lake #3, Paul's Basin #2, ca. 25 km², Population: 761)[4]
- Cook’s Ferry First Nation (Verwaltungssitz liegt im Kumcheen #1-Reservat in der Nähe von Spences Bridge, einer kleinen Stadt am Trans-Canada Highway (Hwy 1) im Thompson Canyon, ca. 50 km nördlich von Lytton und 60 km südlich von Cache Creek, am Zusammenfluss des Nicola River und des Thompson River) (Reservate: Antko #21, Basque #18, Chuchhriaschin #5, 5A, Enquocto #14, Entlqwekkinh #19, Kloklowuck #7, Kumcheen #1, Lish-Leesh-Tum #17, Lower Shawniken #4A, Nicoelton #6, Pemynoos #9, Peq-Paq #22, Pokheitsk #10, Schikaelton #16, Shawniken #3, 4B, Shpapzchinh #20, Skoonkoon #2, Spatsum #11, 11A, Spences Bridge #4, 4C, Tsinkahtl #8, Twoyqhalsht #16, Upper Tsinkahtl #8A, ca. 41 km², Population: 301)
- Nicomen First Nation (lebten und leben in der Nähe des Zusammenflusses des Thompson und Nicomen River, in diesem Gebiet gab es die ersten Goldfunde, die dann zum Fraser-Canyon-Goldrausch führten, der zum sog. Fraser-Canyon-Krieg im Herbst 1858 führte, der Verwaltungssitz liegt nahe Spuzzum, ca. 50 km nördlich der Gemeinde Hope, die Hauptsiedlung befindet sich östlich von Lytton im unteren Thompson Canyon) (Reservate: Enhalt #11, Gulada #3A, Klahkowit #5, Kykinalko #2, Naykikoulth #13, Nicomen #1 (nq̓áwmn), Putkwa #14, Sackum #3, Shoskhost #7, Shuouchten #15, Skaynaneichst #12, Skeikut #9, Skhpowtz #4, Sleetsis #6, Squianny #10, Unpukpulquatum #8, ca. 12 km², Population: 132) – auch Mitglied der Fraser Canyon Tribal Administration
- Nooaitch First Nation (Verwaltungssitz und Hauptsiedlung liegen nahe Merritt, des größten städtischen Zentrums der Nicola Country-Region, gehören zur Swxexmx-Untergruppe)(Reservate: Nooaitch #10 (nwéyc), Nooaitch Grass #9, ca. 17 km², Population: 201)
- Shackan First Nation (“Shackan” ist die Anglisierung von Scw'ex – „Nicola River“, die Sxe'xn'x – „kleine Felsen“ sind eng verwandt mit der Swxexmx-Untergruppe und sprechen eine Varietät des Scw'exmxcin-Dialekts, historisch enge enge Verbündete der ebenfalls zu den Swxexmx gehörenden ‘Lower Nicola Indian Band’, die Verwaltung und Hauptsiedlung Shackan (auch ‘Lower Nicola’) liegt westlich von Merritt, östlich von Spences Bridge) (Reservate: Papsilqua #13, Shackan #11 (nc̓eqʔéwłáqs), Soldatquo #12, ca. 39 km², Population: 121)
- Siska First Nation (die Verwaltung liegt am Trans-Canada Highway (Hwy 1) zwischen Lytton und Boston Bar, die Hauptsiedlung liegt entlang des Fraser River in Siska – früher auch Cisco –, ca. 12 km südlich von Lytton) (Reservate: Humhampt #6, 6A, Kupchynalth #1, 2, Moosh #4, Nahamanak #7, Siska Flat #3, 5A, 5B, 8, Zacht #5, ca. 3 km², Population: 303)
- Lower Nicola Indian Band[5] (die Hauptsiedlung Shulus (sulús) liegt ca. 8 km westlich von Merritt am Highway 8, gehören zur Swxexmx-Untergruppe, waren eng verbündet mit den Sxe'xn'x oder ‘Shackan First Nation’)[6] (Reservate: Nicola Mameet #1 (nʔeʔiy̓k), Joeyaska #2 (nsísq̓t), Pipseul #3, Zoht #4 (sk̓ʷíyt), 5, 14, Logans #6, Hamilton #7, Speous #8, Hihium #6, ca. 175 km², Population: 1.007)
- Upper Nicola Band (ethnisch bilden sie die Spaxomin (auch Spahomin)-Gruppe der Okanagan, bewohnen heute acht Reservate rund um Douglas Lake (‘Spaxomin’) und Nicola Lake (‘Quilchena’), der Verwaltungssitz liegt ca. 45 km östlich von Merritt sowie 90 km südlich von Kamloops im Nicola Valley, haben zwei größere Siedlungen: Douglas Lake (‘Spaxomin’) und Quilchena (‘Nicola Lake’), waren enge Verbündete der Swxexmx)[7] (Reservate: Chapperon Creek #6, Chapperon Lake #5, Douglas Lake #3 (spáx̣mn), Hamilton Creek #2, Hihium Lake #6, Nicola Lake #1 (xʷəy̓éws), Salmon Lake #7, Spahomin Creek #4, 8, ca. 16 km², Population: 866) – sind auch Mitglied der Okanagan Nation Alliance (auch Okanagan Nation Tribal Council)[8]

Die Fraser Canyon Tribal Administration vertritt folgende zwei Nlaka'pamux-First Nations:
- Kanaka Bar Indian Band – auch Mitglied des Nlaka'pamux Nation Tribal Council (NNTC)
- Skuppah Indian Band – auch Mitglied des Nlaka'pamux Nation Tribal Council (NNTC)
- Nicomen First Nation – auch Mitglied der Nicola Tribal Association (NTA)